# Lyncina camelopardalis
Lyncina camelopardalis är en havslevande snäcka som tillhör familjen porslinssnäckor. Arten beskrevs av Perry 1811.
Den blir omkring 3,1–8,9 cm lång och går att hitta i Röda havet och Adenviken.

## Utseende
Färgen går från gråaktig, sand, brun och gulfärgad med ett kluster av vita prickar.

## Underarter
- Lyncina camelopardalis sharmiensis (Heiman & Mienis, 1999)[2]